# Géo Charley
Georges Jacques Madeleine dit Géo Charley ou Charley, né le 13 octobre 1888 dans le 9e arrondissement de Paris et mort le 6 novembre 1954 dans le 17e arrondissement, est un chansonnier, comédien-chanteur et auteur français.

## Biographie
De son vrai nom Georges Jacques Madeleine, il est l'auteur de nombreux monologues et paroles de chansons, qu'il interprète lui-même au théâtre du Coucou, au théâtre de Dix heures ou à l'Européen où il partage la scène avec Damia. Ses chansons ont également été interprétées et enregistrées entre autres par Alibert et Félix Mayol.

### Vie privée
Il épouse le 16 décembre 1937 à la mairie du 8e Marie Arloing.

## Théâtre

### Revues et opérettes
- 1918 : Le Beau Dédé, comédie en un acte créée le 24 novembre 1918 à Kirchembolanden (Palatinat) par et pour les Poilus de la 40e DI[4]
- 1924 : Betsy, opérette de Geo Charley, créée le 4 mai 1924 au Variétés-Casino de Marseille[5]
- 1926 : La Revue de Montmartre, revue de Georges Merry et Géo Charley, théâtre du Perchoir, avec Lucienne Boyer et Arletty (novembre)
- 1932 : French-Cancans, de Géo Charley et Henri Dumont, au Coucou[6].
- 1937 : Âneries 37, revue de Géo Charley et Raymond Souplex, théâtre des Deux Ânes avec Frédéric Duvallès, Rose Carday et Nina Myral[7].
- 1938 : Excusez-nous, revue de Géo Charley, théâtre du Perchoir[8]

## Filmographie
sous le nom de Charley
- 1928 : La Vierge folle de Luitz-Morat
- 1946 : A la fête de Louis-Auguste Derosière

sous le nom de Géo Charley
- 1930 : Paris la nuit de Henri Diamant-Berger
- 1932 : Tu m'oublieras de Henri Diamant-Berger
- 1934 : Voilà Montmartre de Roger Capellani
- 1940 : Les Surprises de la radio de Marcel Aboulker

### Iconographie
- Paul-Charles Delaroche, Charley dans son tour de chant à Bobino (1913) sur le site de la BnF